# La Carrera (l'Estany)

La Carrera, respecte del terme de l'Estany

La Carrera és una masia del terme municipal de l'Estany, a la comarca catalana del Moianès. Està situada en el sector central del terme, al nord-est del nucli urbà de l'Estany. És a llevant de la masia de Betlem, al costat de migdia del Pla de la Carrera i a la dreta de la Riera de l'Estany, al sud-oest del Serrat del Vilardell. És en el vessant nord-est de la Serreta, al nord del Coll Sobirà. És una obra inclosa a l'Inventari del Patrimoni Arquitectònic de Catalunya.

## Descripció
Mas rectangular de dimensions mitjanes i d'estructura molt regular. El carener és paral·lel a la façana. Té dues plantes. La façana de ponent. Té una porta rectangular i adovellada. La casa té poques obertures, majoritàriament adovellades. A la façana principal, hi ha un desplom o un atalussat, a manera de contrafort, que sembla indicar una construcció anterior. En el mur nord hi ha un annex modern. Els carreus són força regulars a tota la construcció. La casa salva un desnivell del terreny donant tres plantes a la banda de llevant. Cal destacar una finestreta tapiada d'arc rodó. Prop del mas hi ha una païssa amb un gran arc rebaixat, parcialment reduït.

## Història
El mas és documentat des del S: XIII. Segurament, el mas generà el cognom homònim, el qual fou molt abundant a l'estany. Avui és propietat dels descendents del baró de Maldà.